# Grace Kelly
Grace Patricia Kelly, ameriška filmska igralka in monaška princesa, * 12. november 1929, Filadelfija, Pensilvanija, † 14. september 1982, Monte Carlo, Monako.
Grace se je rodila kot tretja izmed štirih otrok očetu Johnu Brendanu in materi Margaret Majer. Njena mati je imela nemške korenine in je bila prva ženska, ki se je ponašala z nazivom športne direktorice na Univerzi v Philadelphiji. Njen oče, bolj znan kot Jack Kelly, je bil najuspešnejši ameriški veslač in eden najslavnejših v zgodovini tega športa nasploh. Bil pa je tudi uspešen podjetnik. Opekarski posel njegovega gradbenega podjetja mu je prineslo milijone tedanjih dolarjev. Otroci so odraščali v razkošnem domu. Grace se je že kot dekilca razlikovala od ostalih članov družine, saj so bili vsi predani športu, ona pa je bila krhkega zdravja. Bolehala je za astmo in nemalo dni v otroštvu je preživela v svoji sobi, obkrožena s punčkami. Grace še ni imela osemnajst let, ko je sledila svojim sanjam in odšla od doma v New York, ter tam začela obiskovati ameriško akademijo umetnosti. Občasno se je ukvarjala tudi z manekenstvom in svoj obraz je posodila številnim oglasnim sporočilom za kozmetiko. Kmalu pa je njena lepota fascinirala tudi znanega ljubitelja plavolask, režiserja Alfreda Hitchcocka. Ponudil ji je vlogo v filmu Kliči M za umor (Dial M for Murder) leta 1954. Istega leta je zaigrala tudi v filmu Mostovi Toko-Rija ob Williamu Holdnu, s katerim se je zapletla tudi v romanco.
Grace je v trinajstih mesecih posnela kar šest filmov (med letoma 1953 in 1954). Hitchcock jo je angažiral za film Dvoriščno okno (Rear Window) leta 1954. Oskarja ji je prinesel lik trpeče partnerice v filmu Country Girl. Čeprav je njena filmska kariera trajala le pet let, je do konca leta 1956 posnela še filme: Green Fire, To catch the Thief, muzikal Visoka družba ter The Swan. Aprila 1955 se je Grace udeležila filmskega festivala v Cannesu, kjer so jo povabili v monaško palačo na fotografiranje z monaškim princem Rainierjem. Kmalu sta si med seboj začela dopisovati in princ je Kellyjeve obiskal za božič leta 1955. Kmalu zatem sta se zaročila in zaroki je leta 1956 sledila poroka stoletja, kot so jo imenovali novinarji.
Z Rainierjem sta dobila tri otroke, hčeri Caroline in Stephanie ter sina Alberta. Grace je umrla leta 1982 v avtomobilski nesreči v Monaku.